# Deutsches Afrikakorps
Il Deutsches Afrikakorps (DAK), più semplicemente Afrikakorps, fu una grande unità dell'esercito tedesco a livello di corpo d'armata, che venne approntata e inviata nel febbraio del 1941 in Libia, con lo scopo di sostenere le forze italiane messe a dura prova dall'8ª armata britannica sul fronte del Nordafrica durante la seconda guerra mondiale. L'Afrikakorps, pur mantenendosi sempre una formazione distinta, col tempo diede sempre un maggior contributo alle diverse organizzazioni d'armata che si crearono durante la campagna a sostegno delle forze del Regio Esercito Italiano.
Strettamente parlando, il termine Deutsches Afrikakorps si riferisce solo al quartier generale del corpo e alle unità distaccate presso di esso, anche se alcuni scrittori usano erroneamente il termine con noncuranza per riferirsi a tutte le unità tedesche in nord-Africa prima della ritirata in Tunisia.
Dopo l' operazione Compass effettuata con successo dal Regno Unito e Australia e che portò alla cattura di 130 000 soldati italiani, divenne reale la minaccia di consegnare il Nord Africa agli Alleati. In risposta a tale minaccia, alla fine di febbraio 1941 Adolf Hitler decise di inviare truppe in Nord Africa per aiutare l'alleato Benito Mussolini, prevenendo una sua sconfitta certa con l'Operazione Sonnenblume.
Dal 14 febbraio nuove unità giunsero con continuità a Tripoli: l'11 marzo, giunse il primo consistente reparto corazzato, il 5º reggimento panzer, dotato di 130 carri armati, appartenente alla 5. Leichte-Division, rinominata successivamente, il 1º ottobre, 21ª divisione corazzata, comandata dal generale Johann von Ravenstein, e, entro la fine di maggio, venne sbarcata l'intera 15ª divisione corazzata, comandata dal generale Hans-Karl von Esebeck.
Il Generalleutnant tedesco Erwin Rommel prese il comando a marzo della 5. Divisione Leggera e della 15. Panzer-Division e, non appena sbarcate le prime truppe dal mercantile Alicante, le collocò in difesa di El-Agheila, dove si era arrestata l'avanzata degli inglesi. Furono queste le unità iniziali che costituirono l'Afrika Korps, inizialmente sotto comando italiano.
Al nucleo iniziale dell'Afrika Korps seguirono altre grandi unità, le più importanti delle quali furono: la Divisione z.b.V. (zur besonderen Verwendung, con compiti speciali) "Afrika", che venne creata come divisione di fanteria e divenne lentamente una divisione completamente motorizzata, e quindi rinominata come 90. leichte Afrika-Division (90ª Divisione leggera) giunta in Africa settentrionale al completo in autunno al comando del generale Max Sümmermann, dopo che in un primo momento era giunto il 361º reggimento della 90. leichte Afrika-Division, la 13ª compagnia dell'800º reggimento "Brandenburg".

## Struttura
Durante l'estate del 1941 l'OKW prese la decisione di potenziare la struttura di comando in Africa settentrionale creando un nuovo quartier generale chiamato Panzergruppe Afrika istituito il 1º settembre 1941 al comando di Erwin Rommel promosso nel luglio 1941 General der Panzertruppe, ribattezzato Panzerarmee Afrika il 30 gennaio 1942 al comando di Erwin Rommel promosso il 1º febbraio 1942 al grado di Generaloberst (Colonnello generale); nella seconda metà del 1942 giunsero in Africa la 164ª divisione di fanteria leggera, comandata dal generale Carl-Hans Lungershausen, la Brigata paracadutisti "Ramcke" (che prendeva il nome dal suo comandante Hermann-Bernhard Ramcke) e la 10ª divisione corazzata, comandata dal generale Wolfgang Fischer. Nell'estate 1942 Rommel venne promosso Generalfeldmarschall.

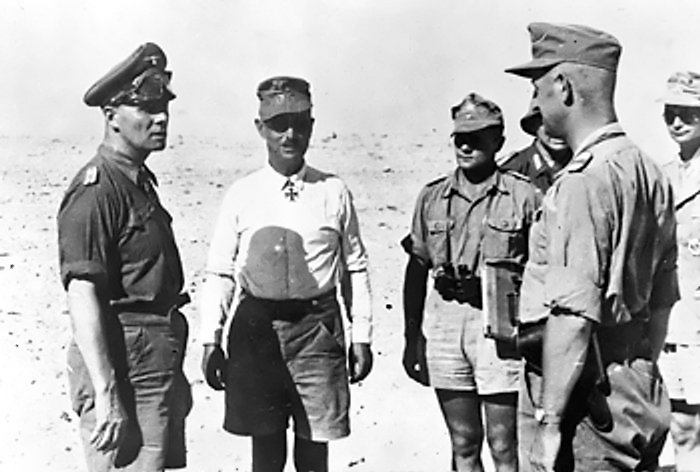
Il generale Erwin Rommel (a sinistra), comandante del Deutsches Afrikakorps, insieme agli ufficiali del suo stato maggiore

Il comando del DAK venne affidato al General der Panzertruppen Wilhelm Ritter von Thoma e al comando della Panzerarmee Afrika Rommel, il quale era subordinato al comandante in capo del fronte del Nord Africa, il generale italiano Italo Gariboldi, sia pure con il diritto di appellarsi a Berlino in caso di disaccordo; tale situazione continuò fino al 1943 per un duplice ordine di ragioni: le truppe dell'Asse erano composte in massima parte da italiani ed egli non ebbe mai al suo comando più di cinque divisioni tedesche, ed i rifornimenti via mare erano trasportati con mercantili italiani. Rommel tuttavia, per reputazione e personalità, di fatto riuscì sempre ad imporre il suo punto di vista all'alleato e, in caso di richieste o istruzioni, si rivolse sempre al Führer o all'Oberkommando der Wehrmacht.

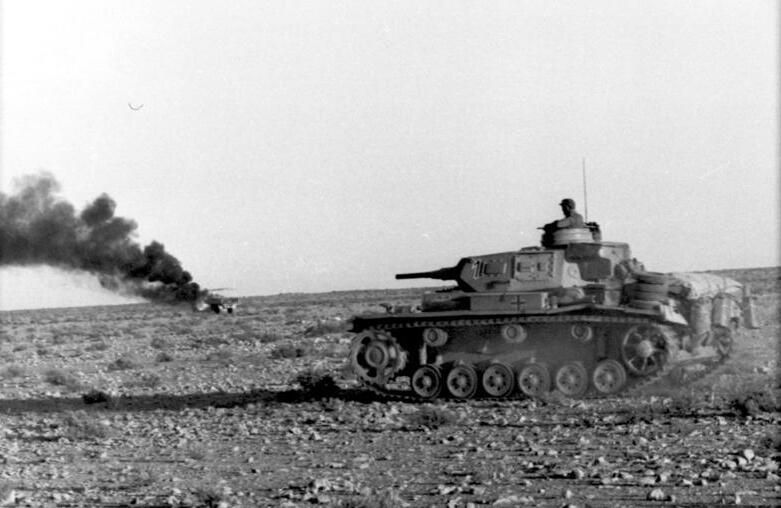
Un Panzer III avanza nel deserto, aprile 1941

### Unità dipendenti
- 21. Panzer-Division (in precedenza denominata 5. leichte Division), febbraio 1941
  - Panzer-Regiment 5
  - Stabs-Regiment 200 zbV (mot.), costituito dal MG Bataillon 2 e dal MG Bataillon 8
  - Panzeraufklärungs-Abteilung 3 (mot.)
  - 1. Abteilung Artillerie-Regiment 75 (mot.)
  - Panzerjäger-Abteilung 39 (mot.)
  - Panzerjäger-Abteilung 605 (sfl.)
  - Flak-Bataillon 606 (mot.)
  - 1. Abteilung Flak-Regiment 33 (mot.)
- 15. Panzer-Division, maggio 1941
  - Panzer-Regiment 8
  - 15. Schützen-Brigade (mot.), costituita dal 104. Schützen-Regiment e dal 115. Schützen-Regiment e Kradschützen-Bataillon 15
  - Artillerie-Regiment 33 (mot.)
  - Panzeraufklärungs-Abteilung 33 (mot.)
  - Panzerjäger-Abteilung 33 (mot.)
  - Panzerpionier-Bataillon 33 (mot.)
  - Panzernachrichten-Abteilung 78 (mot.)
  - Divisions-Nachschubführer 33 (mot.)
- 90. leichte Afrika-Division (ex-divisione Afrika-Division zbV), novembre 1941
  - Schützenregiment 155
  - Afrika-Regiment 361, inclusa l'Artillerie-Abteilung 361 e la Flak-Kompanie I./613
  - III./Infanterie-Regiment 255
  - III./Infanterie-Regiment 347
  - Panzerjäger-Abteilung 605 (sfl.) dalla 21. Panzer-Division
  - Pionier-Bataillon 900 (mot.)
  - Oasen-Bataillon 300 zbV
- 164. leichte Afrika-Division (in precedenza denominata Festungs-Division "Kreta"), settembre 1942
  - Panzergrenadier-Regiment 125 (tre battaglioni)
  - Panzergrenadier-Regiment 382 (tre battaglioni)
  - Panzergrenadier-Regiment 433 (tre battaglioni)
  - Artillerie-Regiment 220 (mot.)
  - Aufklärungs-Abteilung 220 (mot.)
  - Pionier-Bataillon 220 (mot.)
  - Divisions-Nachschubführer 220 (mot.)
- 10. Panzer-Division, dicembre 1942
  - 7. Panzer-Regiment
  - 10. Panzergrenadier-Brigade (10ª brigata panzergrenadier)
    - 69. Panzergrenadier-Regiment
    - 86. Panzergrenadier-Regiment

  - 90. Artillerie-Regiment
  - 10. Aufklärungs-Abteilung
  - 302. Heeres Flak-Abteilung (302º distaccamento FlaK dell'esercito)
  - Luftwaffen-Flak-Artillerie-Gruppe (gruppo antiaereo della Luftwaffe)
  - 90. Panzerjäger-Abteilung (90º battaglione cacciacarri)
  - 49. Pionier-Abteilung
  - 90. Panzernachrichten-Abteilung
  - Unità di servizi e supporto

L'anno ed il mese riportato indicano il primo impiego nella campagna d'Africa.

## Comandanti

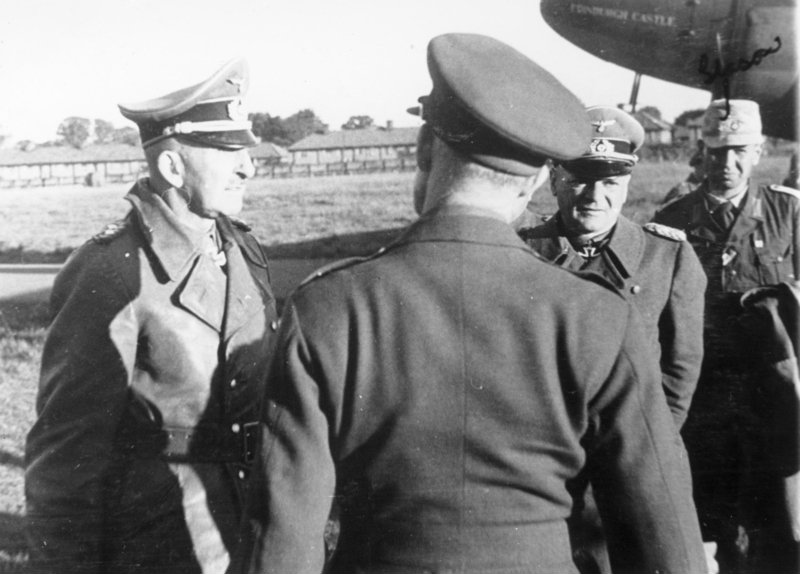
Il generale Hans Cramer (al centro), ultimo comandante del Deutsches Afrikakorps

- Generalleutnant Erwin Rommel: 14 febbraio - 1º settembre 1941 dal 14 luglio 1941 General der Panzertruppe
- Generalmajor Philipp Müller-Gebhard (ad interim 1–15 settembre 1941)
- General der Panzertruppe Ludwig Crüwell: 15 settembre 1941 - 9 marzo 1942
- General der Panzertruppe Walther Nehring: 9 marzo - 31 agosto 1942
- Generalmajor Gustav von Vaerst (ad interim 31 agosto - 17 settembre 1942
- General der Panzertruppe Wilhelm Ritter von Thoma: 17 settembre - 4 novembre 1942
- Oberst Fritz Bayerlein (ad interim 4 - 16 novembre 1942)
- General der Panzertruppe Gustav Fehn: 16 novembre 1942 - 16 gennaio 1943
- Oberst Kurt Freiherr von Liebenstein (ad interim 16 gennaio - 17 febbraio 1943)
- Generalmajor Karl Bülowius (17 - 20 febbraio 1943)
- Generalleutnant Heinz Ziegler: (ad interim 20 febbraio - 5 marzo 1943)
- General der Panzertruppe Hans Cramer: 5 marzo - 12 maggio 1943

## Dipendenze gerarchiche

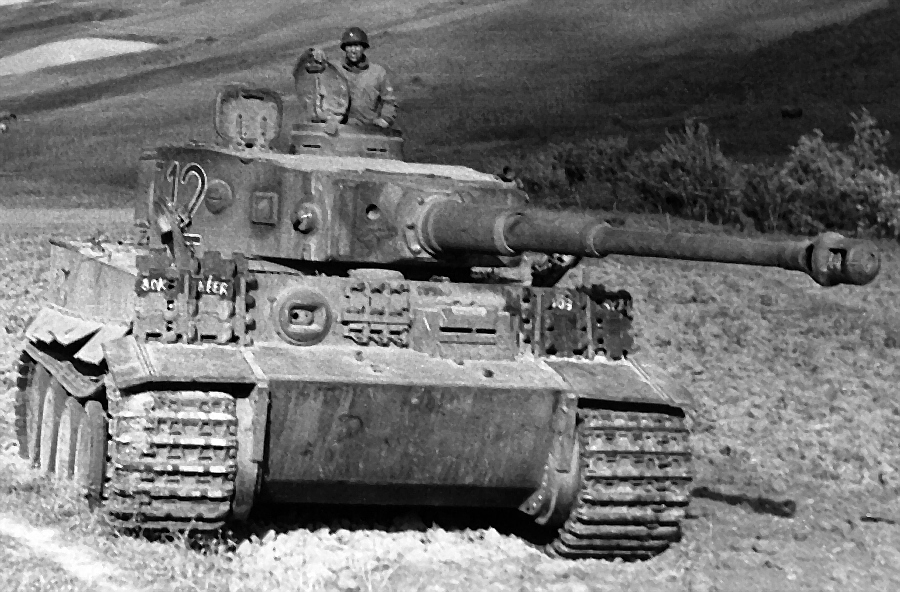
Un panzer Tiger catturato dagli americani nei pressi di Tunisi

Durante l'estate del 1941 l'OKW potenziò la struttura di comando in Africa creando un nuovo quartier generale chiamato Panzergruppe Afrika, alle cui dipendenze venne posto il DAK insieme ad alcune unità aggiuntive tedesche che erano state mandate in Africa, così come due corpi delle unità italiane.
Comandante Panzergruppe Afrika
- General der Panzertruppe Erwin Rommel 15 agosto 1941 - 30 gennaio 1942

Essendo il Panzergruppe Afrika una grande unità all'incirca equivalente ad un'armata, il 30 gennaio 1942 venne ribattezzato come Panzerarmee Afrika.
Comandanti Panzerarmee Afrika
- General der Panzertruppe Erwin Rommel 30 gennaio - 25 settembre 1942 dal 1º febbraio 1942 Generaloberst (Colonnello generale) e dal 22 giugno 1942 Generalfeldmarschall
- General der Panzertruppe Georg Stumme 25 settembre - 24 ottobre 1942
- General der Panzertruppe Wilhelm Ritter von Thoma 24 ottobre - 25 ottobre 1942
- Generalfeldmarschall Erwin Rommel 25 ottobre - 26 novembre 1942
- General der Panzertruppe Gustav Fehn 26 novembre - 2 dicembre 1942

Dopo la prima battaglia di El Alamein e la battaglia di Alam Halfa, l'OKW aumentò ancora la sua presenza in Africa creando la Deutsch-Italienische Panzerarmee (Armata corazzata italo-tedesca) che, duramente sconfitta nella El Alamein, si trovò ad affrontare l'invasione alleata del Nord-Africa occidentale e nella successiva difesa della Tunisia poteva avvalersi di quello che restava dell'Afrikakorps, della 164ª Divisione leggera, della Brigata paracadutisti Ramcke e del XX e XXI Corpo italiani. Essendo diventata la priorità dell'Asse la difesa delle Tunisia, nel novembre 1942 venne inviata in Africa la divisione von Broich, successivamente denominata von Manteuffel, nel dicembre 1942 venne inviata in Tunisia la 334ª divisione fanteria e infine, nel marzo 1943, furono trasferite sempre in Tunisia la 999 leichte Afrika Division e la Divisione Hermann Göring della Luftwaffe.
Il 23 febbraio 1943 quello che restava della Deutsch-Italienische Panzerarmee venne inquadrato nella 1ª Armata italiana posta sotto il comando del generale italiano, Giovanni Messe (23 febbraio - 12 maggio 1943), mentre Rommel venne posto al comando di un nuovo Heeresgruppe Afrika (Gruppo d'armate Africa) creato per controllare sia la 1ª Armata italiana che la 5. Panzerarmee, costituita dalle grandi unità italiane e tedesche che a partire dal novembre 1942 erano state inviate in Tunisia. I resti del DAK e delle altre unità sopravvissute della 1ª Armata italiana si ritirarono in Tunisia e si persero, assieme all'Heeresgruppe Afrika nella resa generale del 13 maggio. Il messaggio finale che annunciava la resa si concludeva con Heia Safari (Buona caccia), il grido di battaglia dell'Afrikakorps.
Comandanti Heeresgruppe Afrika
- Generalfeldmarschall Erwin Rommel 2 dicembre 1942 - 26 febbraio 1943
- Generaloberst Hans-Jürgen von Arnim

## Storia
Il 19 agosto 1940 Benito Mussolini, terminata con la vittoria dell'Asse la campagna di Francia, ordinò alla 10ª Armata, comandata dal Maresciallo d'Italia Rodolfo Graziani, divenuto Governatore della Libia a seguito della morte di Italo Balbo, di invadere l'Egitto. Le operazioni ebbero inizio il 13 settembre e le forze italiane iniziarono ad avanzare in direzione di Alessandria ma le forze britanniche, comandate dal generale Archibald Wavell, non accettarono battaglia, preferendo ripiegare ad est verso Marsa Matruh per accorciare le loro linee di comunicazione, e, il 16 settembre, le truppe italiane occuparono Sidi el Barrani ma, il 9 dicembre, gli inglesi sferrarono una controffensiva sulla direttrice della via Balbia con il XIII corpo, comandato dal generale Richard O'Connor, formato dalla 7ª divisione corazzata, comandata dal generale Michael O'Moore Creagh, e dalla 6ª divisione di fanteria australiana, comandata dal generale Iven Giffard Mackay.

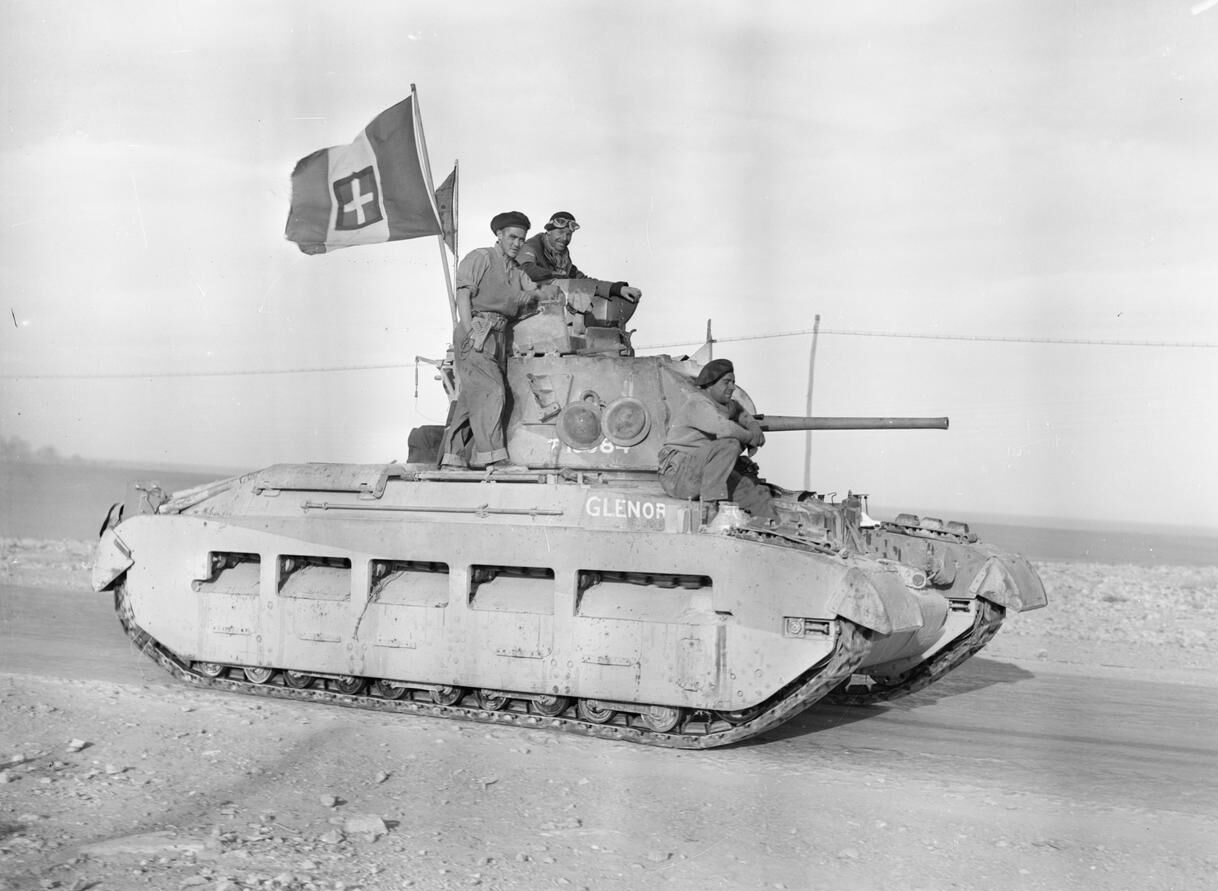
Un carro da fanteria britannico Matilda con una bandiera italiana catturata durante l'operazione Compass

I combattimenti iniziarono il 10 dicembre e, dopo un intenso fuoco di sbarramento, i carri da fanteria britannici Matilda travolsero velocemente le difese italiane, prive di efficaci armi anticarro e dotate degli inadeguati carri armati M11/39 e M13/40, rioccupando Sidi el Barrani; l'avanzata Alleata tuttavia non si arrestò: la sera del 4 gennaio 1941 la 6ª divisione australiana fece il suo ingresso a Bardia, il 22 gennaio venne occupata Tobruch, il 31 gennaio venne deciso l'abbandono di tutta la Cirenaica, divenuta ormai indifendibile, il 6 febbraio cadde Bengasi ed il giorno dopo le avanguardie della 7ª divisione corazzata tagliarono la strada alle truppe italiane in ritirata, annientando ciò che restava della 10ª armata italiana nella battaglia di Beda Fomm, ed avanzando ulteriormente per altri 160 chilometri verso ovest, giungendo ad El Agheila, al confine con la Tripolitania.
A seguito della sconfitta il Maresciallo Graziani venne sostituito il 12 febbraio con il generale Italo Gariboldi e lo stesso giorno giunse a Tripoli il generale tedesco Erwin Rommel, precedentemente convocato il 6 febbraio a Berlino da Adolf Hitler, preoccupato della situazione che si stava creando in Nordafrica, a cui fu delegato il compito di riorganizzare il settore, ed il primo provvedimento attuato fu quello di fare arretrare il fronte verso ovest fino alla città di Sirte, distante circa 400 chilometri da Tripoli, e, il 14 febbraio, iniziarono a sbarcare alcune unità anticarro e da ricognizione, le quali costituirono i primi reparti del nascente Afrikakorps.
Dopo la resa in Africa, tre delle divisioni tedesche che avevano combattuto nel deserto occidentale vennero ricostituite in Europa occidentale. La 15ª divisione corazzata venne riformata come Divisione Panzergrenadier e i suoi resti furono utilizzati per costituire la 15. Panzergrenadier-Division in Sicilia, nel luglio del 1943, rinominando la divisione Sizilien, che venne successivamente impiegata sul fronte italiano fino al 1944 e poi sul occidentale fino alla fine del conflitto. La 21ª Divisione corazzata venne riformata con lo stesso nome e la 90ª divisione leggera venne riformata come 90ª divisione Panzergrenadier.

## Canzoni di marcia
Unser Rommel
Des Führers verwegene Truppe

Wir stürmen wie die Teufel hervor

Versalzen dem Tommy die Suppe

Wir fürchten nicht Hitze und Wüstensand

Wir trotzen dem Durst und dem Sonnenbrand

Marschieren beim Takt unserer Trommel

Vorwärts, vorwärts

Vorwärts mit unserem Rommel!

Vorwärts mit unserem Rommel!

Die Briten fürchten uns wie die Pest

Sie sitzen auf glühenden Kohlen

Wir rächen Deutsch-Ost und rächen Südwest

Das einst sie uns feige gestohlen

Sind Churchill und Roosevelt auch Wut entbrannt

Wir werfen die Feinde in jedem Land

Es schlägt Generalmarsch die Trommel

Vorwärts, vorwärts

Vorwärts mit unserem Rommel!

Vorwärts mit unserem Rommel!

Mit uns im Kampf und im Siege verein!

Marschieren Italiens Scharen

Bis einst die Sonne des Friedens uns scheint

Und wieder gen Deutschland wir fahren

Doch wenn mich die feindliche Kugel fand

So lasset mich ruhen im Wüstensand

Und rühret noch einmal die Trommel

Vorwärts, vorwärts

Vorwärts mit unserem Rommel

Vorwärts mit unserem Rommel!»
Le audaci truppe del Führer

Attacchiamo come il diavolo

Noi guastiamo le zuppe dei Tommys

Non temiamo né il caldo né la sabbia del deserto

Sfidiamo la sete e il sole ardente

Marciando a tempo del nostro tamburo

Avanti, avanti!

Avanti con il nostro Rommel!

Avanti con il nostro Rommel!

Gli inglesi ci temono come una piaga

Sono come gatti sul tetto che scotta

Noi rivendichiamo per la Germania l'est e il sud-ovest

Che ci è stato codardamente sottratto

Churchill e Roosevelt stanno impazzendo

Sconfiggiamo il nemico in ogni nazione

Il rombo del tamburo è pronto

Avanti, avanti!

Avanti con il nostro Rommel!

Avanti con il nostro Rommel!

Con noi, uniti nella battaglia così come nella vittoria

Marcia una folla di italiani

Finché un giorno il sole della pace risplenda su di noi

E ritorneremo in Germania

Ma se il proiettile nemico mi colpisce

Allora lasciatemi nella sabbia del deserto

E suona ancora una volta il tamburo

Avanti, avanti!

Avanti con il nostro Rommel!

Avanti con il nostro Rommel!»
Panzer Rollen in Afrika Korps
sie sind zu Eurer Vernichtung erdacht!

Sie fürchten vor Tod und vor Teufel sich nicht,

an ihnen der Britische Hochmut zerbricht!

Heiß über Afrikas Boden die Sonne glüht,

Unsere Panzermotoren singen ihr Lied!

Deutsche Panzer im Sonnenbrand,

Stehen zum Kampf gegen Engeland.

Es rassel'n die Ketten, es dröhnt der Motor,

Panzer rollen in Afrika vor.»
sono fatti per distruggervi!

non hanno paura né della morte né del diavolo,

e l'arroganza inglese si infrange contro di loro!

Alto sulla terra d'Africa il sole arde,

i motori dei nostri corazzati cantano la loro canzone!

Carri tedeschi nel sole infuocato,

sono in battaglia con l'Inghilterra.

sferragliano i cingoli, romba il motore,

i Panzer avanzano in Africa.»